# Tour de France 1966
Il Tour de France 1966, cinquantatreesima edizione della Grande Boucle, si svolse in ventidue tappe tra il 21 giugno e il 14 luglio 1966, per un percorso totale di 4 303 km.
Fu vinto per la prima ed unica volta dallo scalatore francese Lucien Aimar (peraltro questo sarà anche il suo unico podio della carriera al Tour).
Si trattò della ventiseiesima edizione della Grande Boucle vinta da un corridore di casa.
Aimar terminò le proprie fatiche sulle strade di Francia con il tempo di 117h34'21". 
In seconda posizione nella classifica generale si piazzò il passista-finisseur olandese Jan Janssen (per la prima volta sul podio di Parigi; primo olandese, peraltro, sui gradini del podio della Grande Boucle).
Come terzo classificato della graduatoria generale terminò il passista-cronoman, scalatore e finisseur francese Raymond Poulidor (al quarto podio conseguito al Tour, dopo un'altra terza posizione e due secondi posti).

## Tappe
| Tappa  | Data      | Percorso                                            | km    | Vincitore di tappa     | Leader cl. generale |
| ------ | --------- | --------------------------------------------------- | ----- | ---------------------- | ------------------- |
| 1ª     | 21 giugno | Nancy > Charleville-Mézières                        | 208,5 | Rudi Altig             | Rudi Altig          |
| 2ª     | 22 giugno | Charleville-Mézières > Tournai                      | 198   | Guido Reybrouck        | Rudi Altig          |
| 3ª-1ª  | 23 giugno | Tournai > Tournai (cron. a squadre)                 | 21    | Televizier-Batavus     | Rudi Altig          |
| 3ª-2ª  | 23 giugno | Tournai > Dunkerque                                 | 131,5 | Gerben Karstens        | Rudi Altig          |
| 4ª     | 24 giugno | Dunkerque > Dieppe                                  | 205   | Willy Planckaert       | Rudi Altig          |
| 5ª     | 25 giugno | Dieppe > Caen                                       | 178,5 | Franco Bitossi         | Rudi Altig          |
| 6ª     | 26 giugno | Caen > Angers                                       | 216,5 | Edward Sels            | Rudi Altig          |
| 7ª     | 27 giugno | Angers > Royan                                      | 252,5 | Albert Van Vlierberghe | Rudi Altig          |
| 8ª     | 28 giugno | Royan > Bordeaux                                    | 137,5 | Willy Planckaert       | Rudi Altig          |
| 9ª     | 29 giugno | Bordeaux > Bayonne                                  | 201   | Gerben Karstens        | Rudi Altig          |
|        | 30 giugno | giorno di riposo                                    |       |                        |                     |
| 10ª    | 1º luglio | Bayonne > Pau                                       | 234,5 | Tommaso De Prà         | Tommaso De Prà      |
| 11ª    | 2 luglio  | Pau > Luchon                                        | 188   | Marcello Mugnaini      | Jean-Claude Lebaube |
| 12ª    | 3 luglio  | Luchon > Revel                                      | 218,5 | Rudi Altig             | Karl-Heinz Kunde    |
| 13ª    | 4 luglio  | Revel > Sète                                        | 191,5 | Georges Vandenberghe   | Karl-Heinz Kunde    |
| 14ª-1ª | 5 luglio  | Montpellier > Vals-les-Bains                        | 144   | Jo de Roo              | Karl-Heinz Kunde    |
| 14ª-2ª | 5 luglio  | Vals-les-Bains > Vals-les-Bains (cron. individuale) | 20    | Raymond Poulidor       | Karl-Heinz Kunde    |
| 15ª    | 6 luglio  | Privas > Le Bourg-d'Oisans                          | 203,5 | Luis Otaño             | Karl-Heinz Kunde    |
| 16ª    | 7 luglio  | Le Bourg-d'Oisans > Briançon                        | 148,5 | Julio Jiménez          | Jan Janssen         |
| 17ª    | 8 luglio  | Briançon > Torino (ITA)                             | 160   | Franco Bitossi         | Lucien Aimar        |
|        | 9 luglio  | giorno di riposo                                    |       |                        |                     |
| 18ª    | 10 luglio | Ivrea (ITA) > Chamonix                              | 188   | Edy Schutz             | Lucien Aimar        |
| 19ª    | 11 luglio | Chamonix > Saint-Étienne                            | 264,5 | Ferdinand Bracke       | Lucien Aimar        |
| 20ª    | 12 luglio | Saint-Étienne > Montluçon                           | 223,5 | Henk Nijdam            | Lucien Aimar        |
| 21ª    | 13 luglio | Montluçon > Orléans                                 | 232,5 | Pierre Beuffeuil       | Lucien Aimar        |
| 22ª-1ª | 14 luglio | Orléans > Rambouillet                               | 111   | Edward Sels            | Lucien Aimar        |
| 22ª-2ª | 14 luglio | Rambouillet > Parigi                                | 51,5  | Rudi Altig             | Lucien Aimar        |
| Totale | Totale    | Totale                                              | 4 303 |                        |                     |

## Squadre e corridori partecipanti
| N.    | Cod. | Squadra                  |
| ----- | ---- | ------------------------ |
| 1-10  | FFR  | Ford France-Hutchinson   |
| 11-20 | KAM  | Kamomé-Dilecta-Dunlop    |
| 21-30 | MER  | Mercier-BP-Hutchinson    |
| 31-40 | PEL  | Pelforth-Sauvage-Lejeune |
| 41-50 | PEU  | Peugeot-BP-Michelin      |
| 51-60 | FER  | Fagor                    |
| 61-70 | FIL  | Filotex-Fiorelli         |

| N.      | Cod. | Squadra            |
| ------- | ---- | ------------------ |
| 71-80   | KAS  | KAS-Kaskol         |
| 81-90   | MAN  | Mann-Grundig       |
| 91-100  | MOL  | Molteni-Hutchinson |
| 101-110 | ROM  | Romeo-Smith's      |
| 111-120 | SOL  | Solo-Superia       |
| 121-130 | TEL  | Televizier-Batavus |

## Resoconto degli eventi
Al Tour de France 1966 parteciparono 130 corridori, dei quali 82 giunsero a Parigi.  Le 13 squadre di 10 corridori ciascuno erano 5 francesi, 3 belghe, 2 spagnole, 2 italiane, 1 olandese. I partecipanti, per nazionalità, erano 36 belgi, 35 francesi, 21 spagnoli, 16 italiani, 13 olandesi, 4 tedeschi, 2 britannici, 2 lussemburghesi, 1 svizzero.  
Per la seconda volta consecutiva, il Tour partì senza il vincitore dell'anno precedente (dopo Anquetil nel 1965, fu la volta dell'assenza di Felice Gimondi). Sulle venticinque frazioni previste (contando come unità le semitappe) il vincitore finale Lucien Aimar fu maglia gialla nelle ultime sette, mentre il corridore che vinse il maggior numero di frazioni (tre) fu il tedesco Rudi Altig.
Lucien Aimar, "seconda punta" nella squadra del cinque volte vincitore del Tour Jacques Anquetil, pur non riuscendo ad aggiudicarsi alcuna tappa, vinse questa edizione molto tattica del Tour; egli si unì a una fuga nella prima tappa pirenaica che gli permise di trovarsi fra i primi in classifica. Anquetil iniziò quindi ad aiutare Aimar a vincere la corsa, per essere sicuro di negare la vittoria al suo rivale Raymond Poulidor. Aimar indossò la maglia gialla alla diciassettesima tappa, a Torino, dopo la traversata delle Alpi. Dopo la diciannovesima frazione la vittoria di Aimar era certa ed Anquetil si ritirò dalla gara.
Durante il Tour si sparse la voce che ci sarebbe stato un test antidoping: tutti i ciclisti tranne Raymond Poulidor lasciarono i loro alberghi. Gli altri ciclisti inscenarono uno sciopero per protesta durante la nona tappa, smontando dalle biciclette e proseguendo a piedi spingendole. Alla fine ripresero a pedalare, ma solo dopo aver discusso con gli ufficiali di gara.
Aimar vinse il Tour nella prima occasione in cui arrivò a Parigi. Infatti, aveva partecipato alla Grande Boucle soltanto un'altra volta, nel 1965, ma si era ritirato. Dopo il trionfo del 1966, egli parteciperà alle sette edizioni successive, giungendo sempre a Parigi, non ottenendo più un posto sul podio, ma riuscendo ad entrare tre volte nella top-ten della classifica generale finale (nelle edizioni 1967-1968-1971).

## Classifiche finali

### Classifica generale - Maglia gialla
| Pos. | Corridore           | Squadra      | Tempo      |
| ---- | ------------------- | ------------ | ---------- |
| 1    | Lucien Aimar        | Ford France  | 117h34'21" |
| 2    | Jan Janssen         | Pelforth     | a 1'07"    |
| 3    | Raymond Poulidor    | Mercier      | a 2'02"    |
| 4    | José Antonio Momeñe | KAS-Kaskol   | a 5'19"    |
| 5    | Marcello Mugnaini   | Filotex      | a 5'27"    |
| 6    | Herman Van Springel | Mann-Grundig | a 5'44"    |
| 7    | Francisco Gabica    | KAS-Kaskol   | a 6'25"    |
| 8    | Roger Pingeon       | Peugeot      | a 8'22"    |
| 9    | Karl-Heinz Kunde    | Peugeot      | a 9'06"    |
| 10   | M. Van Den Bossche  | Romeo        | a 9'57"    |

### Classifica a punti - Maglia verde
| Pos. | Corridore        | Squadra      | Punti |
| ---- | ---------------- | ------------ | ----- |
| 1    | Willy Planckaert | Romeo        | 211   |
| 2    | Gerben Karstens  | Televizier   | 189   |
| 3    | Edward Sels      | Solo-Superia | 178   |

### Classifica scalatori
| Pos. | Corridore        | Squadra     | Punti |
| ---- | ---------------- | ----------- | ----- |
| 1    | Julio Jiménez    | Ford France | 123   |
| 2    | Joaquim Galera   | KAS-Kaskol  | 98    |
| 3    | Aurelio González | KAS-Kaskol  | 51    |

### Classifica a squadre
| Pos. | Squadra                  | Tempo      |
| ---- | ------------------------ | ---------- |
| 1    | KAS-Kaskol               | 355h02'45" |
| 2    | Ford France-Hutchinson   | a 17'32"   |
| 3    | Peugeot-BP-Michelin      | a 19'04"   |
| 4    | Fagor                    | a 26'30"   |
| 5    | Pelforth-Sauvage-Lejeune | a 37'21"   |

### Classifica combattività
| Pos. | Corridore        | Squadra     | Punti |
| ---- | ---------------- | ----------- | ----- |
| 1    | Rudi Altig       | Molteni     | 124   |
| 2    | Raymond Poulidor | Mercier     | 68    |
| 3    | Jan Janssen      | Pelforth    | 55    |
| 3    | Julio Jiménez    | Ford France | 55    |